# 雅西車站
雅西車站（羅馬尼亞語：Gara Iași）是羅馬尼亞雅西的一座鐵路車站，於1870年啟用，是羅馬尼亞最古老的火車站之一。
雅西車站是通往摩爾多瓦和烏克蘭的重要鐵路樞紐，並可前往羅馬尼亞主要城市—布加勒斯特、克盧日-納波卡、蒂米什瓦拉和康斯坦察。